# Oecobius zagros
Espèce
Oecobius zagros est une espèce d'araignées aranéomorphes de la famille des Oecobiidae.

## Distribution
Cette espèce est endémique de la province de Kermanchah en Iran,. Elle se rencontre vers Dizgaran.

## Description
Le mâle holotype mesure 1,65 mm.

## Systématique et taxinomie
Cette espèce a été décrite par Zamani et Marusik en 2023.

## Étymologie
Son nom d'espèce lui a été donné en référence au lieu de sa découverte, les monts Zagros.

## Publication originale
- Zamani & Marusik, 2023 : « New species and records of Oecobius Lucas, 1846 (Araneae: Oecobiidae) from Iran and Azerbaijan. » The Journal of Natural History, vol. 57, no 37/40, p. 1693-1709.